# Barry Douglas
Barry Douglas (Belfast, Irlanda do Norte, 23 de abril de 1960) é um pianista e maestro irlandês.
Barry Douglas estudou piano, violoncelo, clarinete, e órgão, em Belfast. Teve aulas com Felicitas LeWinter, aluna de (Emil von Sauer aluno de Franz Liszt).
Em Londres, estudou com John Barstow e com Maria Curcio, o último aluno e o favorito de Artur Schnabel, passando depois a estudar com o pianista russo Yevgeny Malinin em Paris.
Ganhou a medalha de ouro, no Concurso Internacional Tchaikovsky em 1986, o primeiro pianista não-russo  desde Van Cliburn em 1958.
O seu álbum de estréia foi uma gravação de Modest Mussorgsky Pictures at an Exhibition's. Fez muitas gravações, com Camerata Irlanda, a gravação dos cinco concertos para piano de Beethoven e o Concerto Triplo (com Chee-Yun Kim e Andrés Díaz).
É o diretor artístico do Festival Internacional de Piano, de Manchester, na Inglaterra e no Festival de Clandeboye. Fundou a Camerata da Irlanda em 1998.
Foi nomeado Oficial da Ordem do Império Britânico (OBE) em 2002.